# Ноникашвили, Шота
Шота́ Ноникашви́ли (груз. შოთა ნონიკაშვილი; род. 10 января 2001, Тбилиси) — грузинский футболист, полузащитник клуба ЛНЗ и сборной Грузии.

## Клубная карьера
Родился в Тбилиси. С 2017 по 2020 год выступал за «Сабуртало» (U-19). За первую команду клуба дебютировал 13 сентября 2020 года в ничейном (0:0) домашнем поединке 11-го тура Лиги Эровнули против столичного «Мерани». Шота вышел на поле на 66-й минуте вместо кенийца Элвина Терри. В начале января 2021 года переведён в первую команду. Первыми голами на профессиональном уровне отличился 14 марта 2021 года на 16-й и 45+3-й минутах проигранного (3:4) выездного поединка 4-го тура Лиги Эровнули против тбилисского «Динамо». Ноникашвили вышел на поле в стратовом составе, а на 63-й минуте его заменил Дмитрий Мандриченко. За 5 сезонов в составе столичной команды в высшем дивизионе чемпионата Грузии сыграл 99 матчей (20 голов), 13 матчей (2 гола) в кубке Грузии и 2 матча (1 гол) в суперкубке Грузии, а также 8 матчей (1 гол) в Лиге конференций УЕФА.
23 августа 2024 года подписал контракт с ЛНЗ. По данным интернет-портала Transfermarkt, сумма перехода составила 250 000 евро.

## Карьера в сборной
На международном уровне дебютировал за Грузию в сборной U-17, 16 августа 2017 года в победном (4:0) домашнем товарищеском поединке против Беларуси (U-17). Шота вышел на поле в стартовом составе и отыграл весь матч, а на 46-й минуте отличился дебютным голом на международном уровне. За команду U-17 отличился тремя матчами в 15 поединках. Выступал также за юношеские сборные Грузии (U-18) и (U-19).
В футболке молодёжной сборной Грузии дебютировал 29 марта 2021 года в победном (4:1) домашнем товарищеском поединке против молодёжной сборной Беларуси. Ноникашвили вышел на поле на 46-й минуте вместо Зураба Гигашвили. В общей сложности за грузинскую «молодёжку» сыграл 7 матчей.

## Достижения
«Иберия 1999»
- Обладатель Кубка Грузии (2): 2021, 2023